# 比斯卡里宫
37°30′8″N 15°5′25.3″E / 37.50222°N 15.090361°E

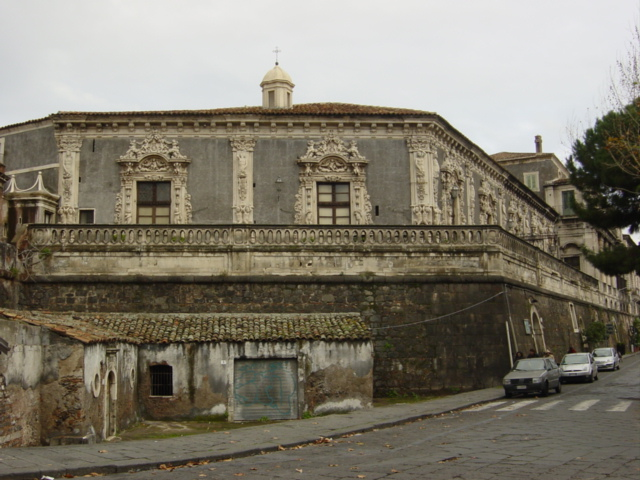
比斯卡里宫对着查理五世城墙

比斯卡里宫（Palazzo Biscari）是一座私人宫殿，位于意大利西西里的卡塔尼亚。
比斯卡里宫由比斯卡里诸侯兴建，从17世纪末期开始，持续到下个世纪的多半时间。1693年1月11日西西里地震的灾害后，新的宫殿直接对着查理五世城墙，其中有部分经受住了地震。
最古老的部分是比斯卡里第三任诸侯伊格纳齐奥委托建筑师阿隆佐迪贝内代建造。伊格纳齐奥的儿子文森佐委托墨西拿雕塑家安东尼阿马托装饰了面临海边的七个大窗户。后来第四任诸侯又加以扩建。该建筑完成于1763年，举行了大型庆祝活动。
进入比斯卡里宫要通过面对比斯卡里博物馆街的大门，进入内院，设有一个大型的双楼梯。内部的“节日大厅”为洛可可风格，装饰华丽繁复，包括哥镜子，灰泥和壁画。圆顶壁画描绘了比斯卡里家族的荣耀，进入圆顶要通过面向大海的彩饰楼梯。 
其他房间有“公主套房”，是伊格纳齐奥五世为他的妻子所建，地面用古罗马的大理石铺砌；“小鸟走廊”和“唐·吉诃德室”。还有一个博物馆，曾保存伊格纳齐奥五世的收藏，现在大部分在乌尔西诺城堡。